# Chetogena eurotae
Chetogena eurotae är en tvåvingeart som beskrevs av Blanchard 1937. Chetogena eurotae ingår i släktet Chetogena och familjen parasitflugor. Inga underarter finns listade i Catalogue of Life.